# Бенувіль (Кальвадос)
Бенуві́ль (фр. Bénouville) — муніципалітет у Франції, у регіоні Нормандія, департамент Кальвадос. Населення — 2016 осіб (01.01.2021).
Муніципалітет розташований на відстані близько 200 км на захід від Парижа, 10 км на північний схід від Кана.

## Історія
6 червня 2014 року в містечку пройшла зустріч у Нормандському форматі 4 глав держав щодо врегулювання ситуації на Сході України. Суттєвих наслідків для вирішення ситуації ця зустріч не мала, зате формат зустрічей (4 держави) отримав назву за місцевістю Франції, де пройшла зустріч — Нормандський формат, від слова Нормандія — історична область на Півночі Франції, де знаходиться Бенувіль.

## Демографія
Динаміка населення (Insee ):
Розподіл населення за віком та статтю (2006):
| Стать | Всього | До 15 років | 15-24 | 25-44 | 45-64 | 65-85 | Понад 85 |
| --- | ------ | ----------- | ----- | ----- | ----- | ----- | -------- |
| Чоловіки | 906    | 216         | 88    | 237   | 289   | 72    | 4        |
| Жінки | 1037   | 256         | 124   | 281   | 252   | 116   | 8        |
| \| Статево-вікова піраміда \| Статево-вікова піраміда \| Статево-вікова піраміда \| \| ----------------------- \| ----------------------- \| ----------------------- \| \| Чоловіки \| Вік \| Жінки \| \| 4 \| 85 + \| 8 \| \| 8 \| 80-84 \| 28 \| \| 12 \| 75-79 \| 16 \| \| 40 \| 70-74 \| 28 \| \| 12 \| 65-69 \| 44 \| \| 52 \| 60-64 \| 36 \| \| 72 \| 55-59 \| 68 \| \| 76 \| 50-54 \| 68 \| \| 89 \| 45-49 \| 80 \| \| 92 \| 40-44 \| 104 \| \| 72 \| 35-39 \| 64 \| \| 48 \| 30-34 \| 84 \| \| 25 \| 25-29 \| 29 \| \| 40 \| 20-24 \| 44 \| \| 48 \| 15-20 \| 80 \| \| 100 \| 10-14 \| 84 \| \| 56 \| 5-9 \| 72 \| \| 60 \| 0-4 \| 100 \| |        |             |       |       |       |       |          |
| Статево-вікова піраміда |        |             |       |       |       |       |          |
| Чоловіки | Вік    | Жінки       |       |       |       |       |          |
| 4 | 85 +   | 8           |       |       |       |       |          |
| 8 | 80-84  | 28          |       |       |       |       |          |
| 12 | 75-79  | 16          |       |       |       |       |          |
| 40 | 70-74  | 28          |       |       |       |       |          |
| 12 | 65-69  | 44          |       |       |       |       |          |
| 52 | 60-64  | 36          |       |       |       |       |          |
| 72 | 55-59  | 68          |       |       |       |       |          |
| 76 | 50-54  | 68          |       |       |       |       |          |
| 89 | 45-49  | 80          |       |       |       |       |          |
| 92 | 40-44  | 104         |       |       |       |       |          |
| 72 | 35-39  | 64          |       |       |       |       |          |
| 48 | 30-34  | 84          |       |       |       |       |          |
| 25 | 25-29  | 29          |       |       |       |       |          |
| 40 | 20-24  | 44          |       |       |       |       |          |
| 48 | 15-20  | 80          |       |       |       |       |          |
| 100 | 10-14  | 84          |       |       |       |       |          |
| 56 | 5-9    | 72          |       |       |       |       |          |
| 60 | 0-4    | 100         |       |       |       |       |          |

## Економіка
2010 року серед 1376 осіб працездатного віку (15—64 років) 992 були активними, 384 — неактивними (показник активності 72,1%, у 1999 році було 70,2%). З 992 активних мешканців працювали 922 особи (469 чоловіків та 453 жінки), безробітними було 70 (43 чоловіки та 27 жінок). Серед 384 неактивних 171 особа була учнем чи студентом, 165 — пенсіонерами, 48 були неактивними з інших причин.

У 2010 році в муніципалітеті числилось 768 оподаткованих домогосподарств, у яких проживали 2088,5 особи, медіана доходів виносила 23 943 євро на одного особоспоживача

## Галерея зображень

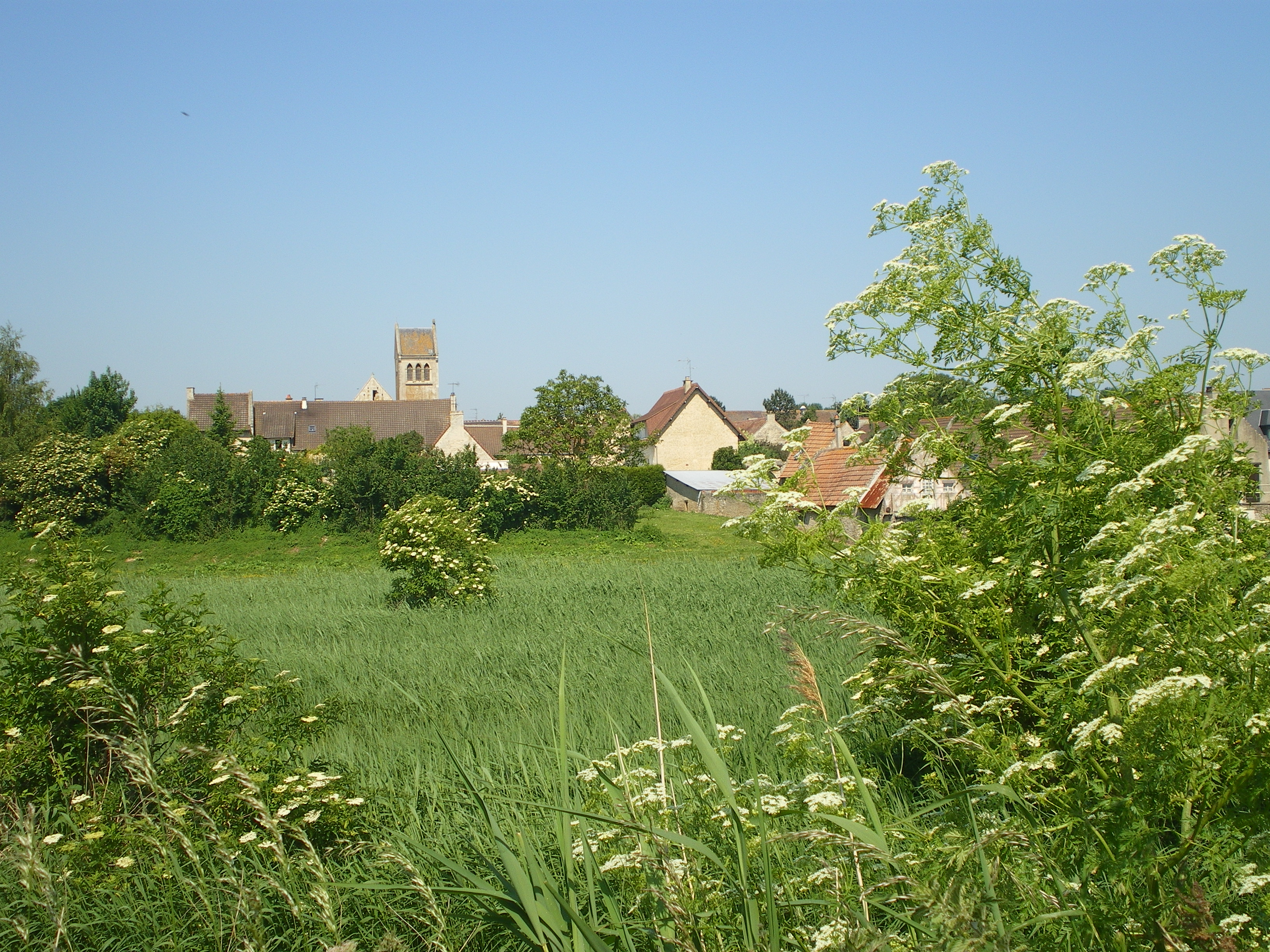
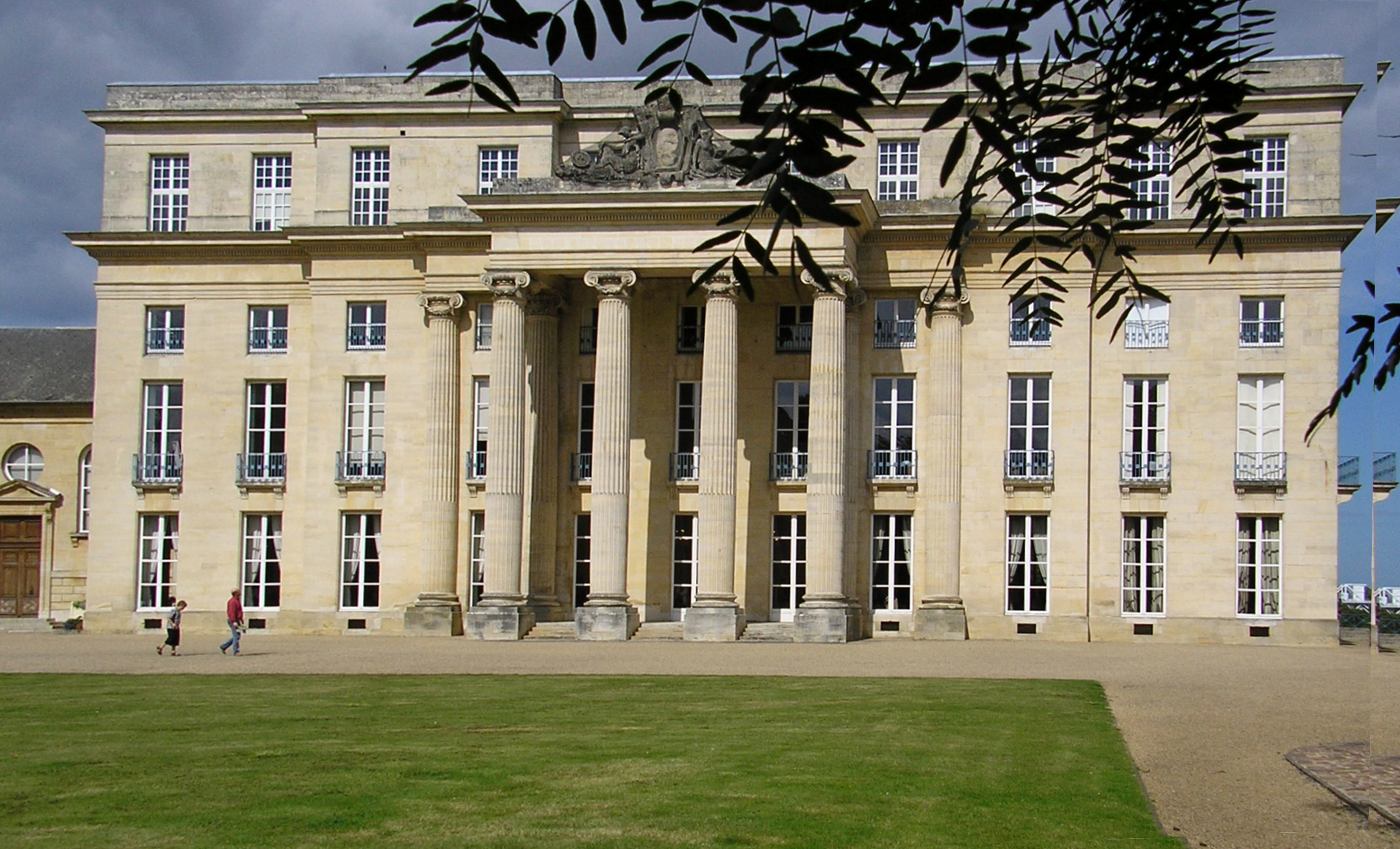